# Mireia Companys Tena
Mireia Companys Tena (Barcelona, 1975) és una poeta i narradora catalana.

## Biografia
Llicenciada en Humanitats (1998), en Filologia Catalana (2000) i en Traducció i Interpretació (2007) per la Universitat Autònoma de Barcelona, i estudiosa de l'obra de Roberto Bolaño. Es dedica a la docència i a la traducció, i ha estat professora de llengua i literatura catalanes a la Universitat de Sàsser (2002-2003), a Sardenya, i a la Universitat Ca' Foscari de Venècia (2008-2009).

## Obra
Ha publicat els reculls poètics Perfils de la inconsistència i Un brot de febre, la novel·la breu de Lectura Fàcil La mirada ferida, i el recull de relats Venècies. La incerta topografia dels somnis. També ha publicat diverses obres en llibres col·lectius (Salvatges silencis, 2004, i Bellesa ferotge, 2006, editorial Fonoll), en revistes i diaris, i alguns dels seus poemes han estat inclosos a l'antologia Donzelles de l'any 2000. Ha obtingut el Premio Letterario Celso Macor de Romans d'Isonzo (Gorizia) del 2013, amb el recull de poemes en llengua italiana Anatomia di un viaggio.
Ha col·laborat amb diversos poemes a l'exposició de fotografia Interpretazioni, de l'algueresa Silvia Fiori (Roma i l'Alguer, 2013), i ha participat en presentacions i recitals a ciutats com Barcelona, Girona, Tarragona, l'Alguer, Venècia, Nova York i Guadalajara (Mèxic). Com a traductora, ha traduït a l'italià alguns dels poemes de La murga de Montserrat Costas.
Entre els seus referents literaris destaquen autors com Gabriel Ferrater, Joan Vinyoli, Julio Cortázar, Jorge Luis Borges i Roberto Bolaño.

## Publicacions seleccionades
- Perfils de la inconsistència, Viena, 2003[6]
- La mirada ferida, Germania, 2005
- La mirada ferida, Publicacions de l'Abadia de Montserrat, 2006[7]
- Venècies. La incerta topografia dels somnis, Pagès, 2009[8]
- Identidad en crisis y estética de la fragmentariedad en la novela de Roberto Bolaño, Universitat Autònoma de Barcelona, 2010[9]
- Un brot de febre, Edicions Tremendes, 2016[3][10][11]

## Premis
- 2000, Premi Ferran Canyameres de Narracions Curtes
- 2002, Premi Octavio Paz de Poesia
- 2003, Premi de Poesia Joan Duch[12]
- 2005, Premi de Poesia Joan Duch
- 2009, Premi 7lletres[13][14]
- 2013, Premio Letterario Celso Macor[15][16]